# 水道管
水道管（すいどうかん）は、飲料水や洗濯、入浴、炊事などに必要な水を、家庭、学校、企業など、人々が生活・活動する場所に送る管または配管のこと。

## 用途
水道管は主に以下のような用途に使用される。
導水管
取水施設から取り入れた水(原水)を、浄水場まで送る管のこと。管ではなく開渠・暗渠・トンネルにより水を流すこともある。
送水管
浄水場で処理された水を、配水場まで送る管のこと。
配水管
配水場から、給水区域まで水を送る管のこと。幹線となり、直接給水管を分岐しない「配水本管」と、配水本管から分岐して直接給水管を取り付ける「配水支管」(配水小管ともいう)からなる。配水本管は一般に200㎜以上の中大口径が多いが、事業体により異なる。水圧を均等に保ち、管内の水が滞留しないように、道路に沿って網目状に布設されている。
給水管
配水管から分岐して、各家庭など需要者に水を供給する管のこと。日本の上水道の給水装置の新設や改修工事等は、水道法に基づいて指定された指定給水装置工事事業者が行う。

## 管種

### 主な管種
日本においては、主に以下のような管種が使用される。
- 金属管
  - ダクタイル鋳鉄管 - 水道の基幹管路において、最も多く採用されている。従来のA形K形に対し、耐震性に優れたNS形の評価が高く、次世代型のGX形が普及ている。従来からのNS形、S形、SⅡ形等、継手部に離脱防止機能を持つ種類は、耐震管材に区分される。（※ K形は「耐震管材」には区分されない。従来、良い地盤においては「耐震適合性を有する」と言われたが、東日本大震災により被害が確認されたため、現在の検証結果では「地震動増幅が小さい地盤」において耐震適合性を有する、とされている。）GX形ダクタイル鋳鉄管

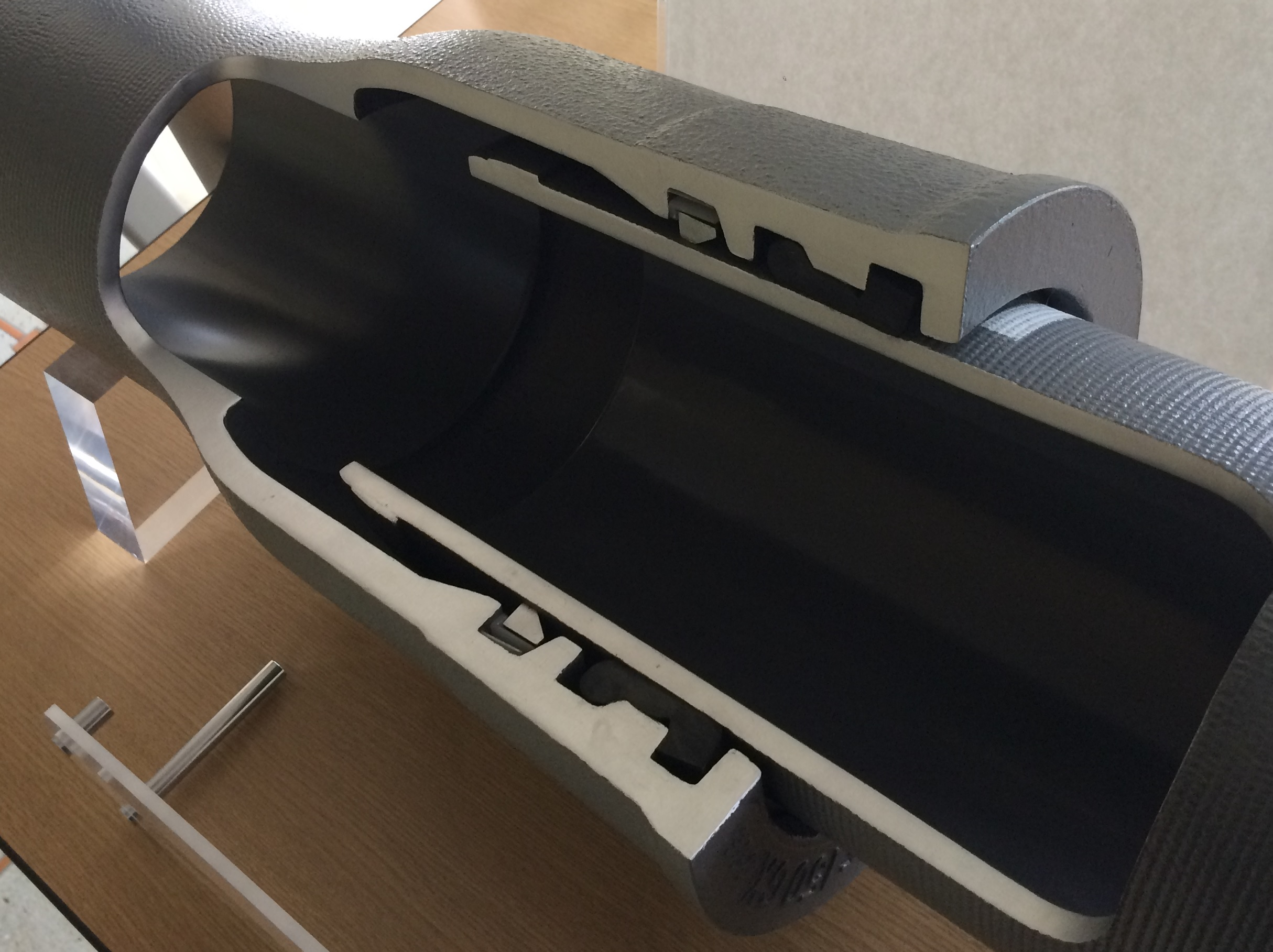
GX形ダクタイル鋳鉄管

  - 水輸送用塗覆装鋼管 - 主に大口径の水道本管に用いられる。JIS G 3443 として規格化されている。強度・延性・靱性に優れ、溶接継手により高い加工性・耐震性を持つ[1][2]。 耐震管に区分されるのは溶接タイプとなり、長寿命形水道用鋼管という括りも紹介されている[3]。
  - 亜鉛めっき鋼管（白管） - 鋼管の一種。赤水(後述)の原因となるため、現在はあまり使用されない。
  - 塩ビライニング鋼管 - 耐久性に優れる。曲げ加工はできない。
  - ポリエチレン粉体ライニング鋼管 - 塩ビライニング鋼管に近い特性を持つ。耐熱性に劣り、給湯には使用できない。
  - ステンレス鋼管 - ステンレス鋼を使用した管のこと。錆びにくい（電蝕の問題はある）が、加工性および経済性に難がある。
  - 波状ステンレス鋼管 -　ステンレス鋼管に波状部を施した製品で、波状部において任意の角度を形成でき、継手が少なく済むなど施工が容易。直管部に使用すると地震・不等沈下が生じても継手部などの損傷を防止出来る。継手には伸縮継手とプレス式式継手とがあり、耐震性を必要とする部位にはプレス式継手は向いていない。（伸縮継手にはダクタイル鋳鉄管の離脱防止機構ほどの抜け止め力は無いが、伸縮効果と一定の離脱防止機能がある。構造上、配水管における耐震適合管レベルの耐震性が期待できると考えられる）。東京都やその周辺事業体を中心に口径50mm以下の給水管において採用されている[4]。
  - 鉛管 - 鉛を使用した管のこと。接合は、はんだ付けによって行う。給水管に広く使用されていたが後述の理由で現在は使われない。
  - 銅管 - 抗菌性能を持ち、曲げや切断といった加工がしやすい。耐食性に難があり、ピンホールが比較的生じやすい。以前は給湯配管でよく用いられた。
- 樹脂管
  - ポリエチレン管（青ポリ） - 耐震性・耐久性に優れ、比較的熱に強く、薬品にも強い。柔軟性があり融着式継手による一体化で漏水の心配がない。材質にはPE100の第3世代、高密度ポリエチレン(HDPE)を使用している。配水・給水の埋設管、建築物内の配管などに用いられ、配水小管では主流となりつつある(※直近の日本水道協会の検査実績より)。黒ポリ(1998年のJIS規格改定より前のタイプ)に比べると次世代タイプであり、短期、長期の特性(クリープ強度、短期破壊水圧、引張降伏強さ)にも優れる。配水管用に使用される材料については「水道配水用ポリエチレン管」、埋設部の給水装置に使用される給水管については「水道給水用ポリエチレン管」[5]と呼ばれる。水道配水用ポリエチレン管は水道ビジョンにおける「耐震管材」に区分されている。※過去のポリエチレン管の事故に対しては、水道配水用ポリエチレン管の規格制定にあたり、理論と実験の両面から長期性能に優れることを比較・確認している[6]。ポリエチレン管を敷設している造成現場

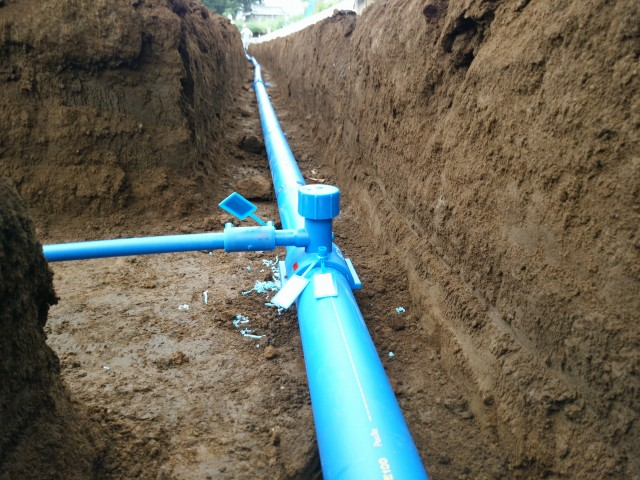
ポリエチレン管を敷設している造成現場

  - ポリエチレン管（黒ポリ） - ステンレス管に比べると経済性に優れ、薬品に強く、管体は非常に柔軟性がある。金属継手での接続が主流で、熱には弱い傾向にある。給水管に多く用いられている。現在の仕様（JIS K 6762）は第2世代のPE80グレードのポリエチレン管（2種管）と、PE50グレードの鎖状低密度ポリエチレン管（1種管）、PE100グレードの高密度ポリエチレン管（3種管）で構成され、接水部にカーボンブラックを用いない2層管構造であり、耐塩素水性能を向上させている。普及している1種二層管について、公的資料では(冷間)継手構造も含めると「耐震適合性なし」とされる。現存する第一世代の古い単層管（PP管）は耐塩素水性能や環境応力破壊性能が悪いため、更新の対象となっている。令和4年3月に発行された「給水用ポリエチレン管の経年劣化に関する調査検討報告書」（給水工事技術振興財団）では、1998年以前の黒ポリについての耐用年数が公表された。またここでは樹脂の性能だけでなく、JIS K 6762 の肉厚設計が昔設定された厚肉管（SDRが小さい）事が寿命を縮める要因となっている事が指摘されている。1998年の樹脂変更の前後でも外観は同じ黒いポリエチレン管で見た目は変わらない。ただし性能が大きく異なるので注意が必要である。
  - ポリ塩化ビニル管（VP管・HIVP管　排水用途はVU管・VP管） - 耐久性・加工性・経済性に優れる。耐候性・耐熱性には難があり、それぞれ特化した種類もあるが、金属管に劣る。耐震管材の区分ではない。（RRロング継手の塩ビ管も「耐震管材」ではない。従来、良い地盤においては「耐震適合性を有する」と言われたが、東日本大震災により被害が確認されたため、現在の検証結果では「地震動増幅が小さい地盤」において耐震適合性を有する、とされている。離脱防止継手付RRロング継手は、東日本大震災においても十分な検証データが得られなかった）
  - 架橋ポリエチレン管 - ポリエチレン管と比べ耐薬品性・耐熱性が高い。宅内の給水・給湯に用いる。「さや管ヘッダー方式」で新設すれば、管材の交換・更新が容易となる。保温材被覆されているものを一般的に用いる。
  - ポリブテン管[7] - 架橋ポリエチレン管に近い特性を持つ。
  - 強化プラスチック複合管(FRPM) - FRPを主原料とした管で、後述の石綿セメント管の後継として開発された経緯を持つ為、製造法・耐薬品性などで類似した特性を持つが、経年劣化に対する耐性は大幅に向上している。
- コンクリート管
  - ヒューム管 - 鉄筋コンクリートを使用した水道管。
  - 石綿セメント管 - アスベストとセメントを配合した水道管。経年劣化により脆くなるという欠陥から昭和40年代には公共工事では新規の敷設が行われなくなり、後に平成10年代に大規模なアスベスト問題が発覚する一因ともなった。
- 木樋（木管） - 江戸時代より木材を使用した水道管は用いられており[8]、その後も初期投資を抑えられるため用いられる例があったが、腐朽による取り換え工事や漏水が多いため現在では用いられていない。また災害にも弱く、関東大震災時に約4割の水道管が木管であった玉川水道では鉄管の区間と比べて約6倍の漏水が発生している[9]。

### 鉛管の人体への影響

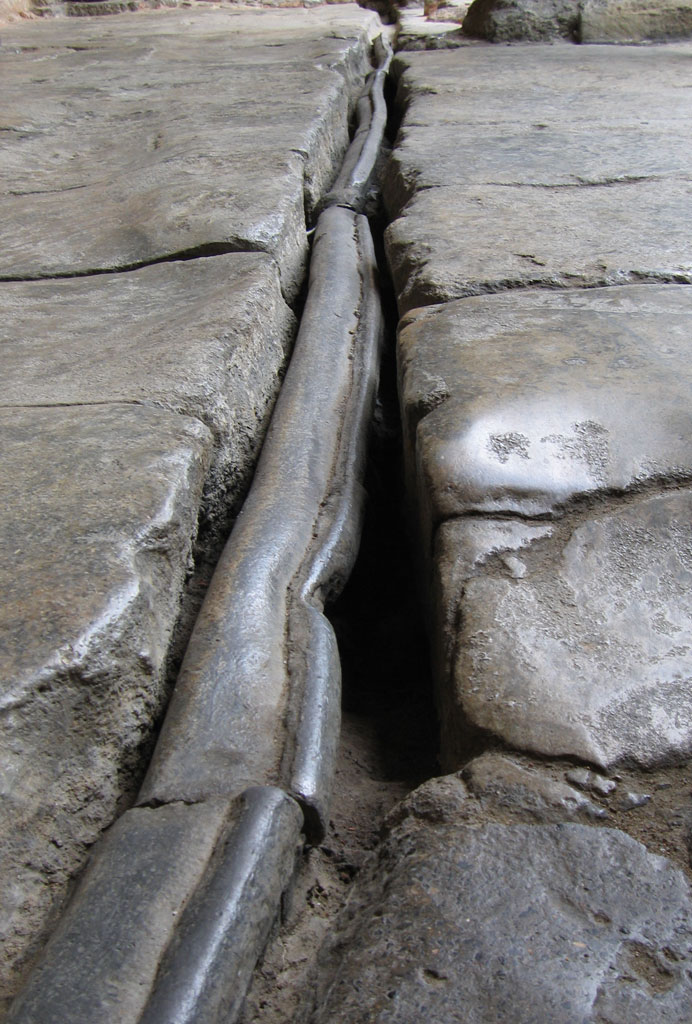
イギリス、バースのローマ浴場にある鉛製水道管。この鉛製給水管には、製造者や責任者などがわかるようローマ製鉛製給水管での標識が施されている。

鉛管は鉛が水中に溶け出し、摂取者が鉛中毒に罹患する危険があるため、1989年に鉛が溶出しない水道管を使うよう厚生省が給水衛生問題検討会の報告を受けて「給水管に係る衛生対策について」を通知した。それから2004年に日本では鉛製給水管を全廃する予定であったが、2023年3月時点での上水道契約において203万件使われている。
鉛管は取替が進められているが、費用の問題などで工事が進まない場合が多い。なお、未だ鉛管を使っている場合は、朝一番や長期間留守にしていた後などにはバケツ1杯程度の水を飲み水以外に使用して、水道管内に溶出した鉛を摂取しないことが推奨されている。
古代ローマ帝国では鉛管を使用していたが、これを帝国滅亡の原因とする説が一部に存在した。ただし古代ローマの水道管には蛇口が存在せず（工事の際の止水栓はある）、水は常時流されていたので、現代よりもむしろ溶出した鉛を摂取する危険は小さく、俗説扱いされている。
水道管から溶け出した鉛による健康被害も起きており、吐き気や下血、しびれや倦怠感が報告されている。鉛中毒としては、嘔吐、腹痛、下痢、乏尿、昏睡等の中毒症状が起きる。

### 土壌に浸透した環境基準値を超える有機溶剤の影響について
ガソリンスタンド近傍や化学工場の周辺、跡地などで、万が一埋設管周辺に有機溶剤が漏れ出した場合、水道管に悪影響が及ぶ場合がある。原則としては環境基準を超える土壌汚染の場合には土を入れ替えるのが法的な処置であるため、汚染発見までの一時的な状態への対応の検討となる。
- 鋳鉄管、鋼管 - ダクタイル鋳鉄管や鋼管は管本体の溶剤による影響は無いと言える。ただし接続部のゴム輪、パッキン類の「ゴム」は有機溶剤によって侵され膨潤、破損する場合も想定されるので必要に応じて受口部を溶剤浸透防止フィルム処理などの処置を検討する必要がある。
- 硬質塩化ビニル管 - 有機溶剤によって侵される性質がある。浸透防止フィルムでは少量の侵入に対しても材料が侵される可能性もあるため、溶剤浸透の可能性のある場所での敷設には注意が必要。
- ポリエチレン1種二層管 - 有機溶剤には侵されないが、環境基準を超えるような高濃度の溶剤に浸る場合には溶剤浸透防止フィルムなどによる措置が有効である。浸透による水道水への「におい」付着の事故例がある。
- 水道配水用ポリエチレン管 - 有機溶剤には侵されないが、環境基準を超える高濃度の溶剤に浸る場合には溶剤浸透防止フィルムなどによる措置が有効である。1種二層管に比べると高密度であり浸透度合いは小さく、日本水道協会規格の審議資料の中でも、溶剤濃度が環境基準以下であれば敷設に問題ない事が明記されている。水道給水用ポリエチレン管についても同材質のため同様。

## 耐震管・耐震適合管
水道事業ガイドライン(日本水道協会)において、「管路の耐震化率」＝(耐震管延長/管路総延長)×100　である。
変数の定義として、「耐震管路延長」は、導・送・配水管における、
- 離脱防止機能付き継手を有するダクタイル鋳鉄管
- 鋼管(溶接継手)
- 水道配水用ポリエチレン管(高密度, 熱融着継手)

の総延長　とされている。
管路の耐震性能については、阪神・淡路大震災の被害状況を踏まえて、「水道施設耐震工法指針」で定めるレベル2の地震動を前提に定めている。
耐震管の定義は、地盤条件によらず、レベル2地震動において、管路の破損や継手離脱等被害が軽微な管種である。
「管路の耐震化に関する検討報告書2014.6」では、東日本大震災においても、これらの「耐震管」は地震動における事故が無かった事が報告されている。
また、「耐震適合率」は、レベル2地震動において「地盤条件によっては耐震性を有する」管種を含めた耐震性能を表したものであり、前記の「耐震管」に加え、
- ダクタイル鋳鉄管(K形継手)
- 硬質塩化ビニル管RRロング　※ただし「管路の耐震化に関する検討報告書2014.6」においても、検証にはいまだ時間を要する管種とされている。

の延長を加えたもので算定する。
「管路の耐震化に関する検討報告書2014.6」では、どちらの管種も「液状化可能性ありの地区を除き耐震適合性あり」となっている。

## 水道管（導送水管・配水管）の更新と耐震化
水道管は現在、更新布設替え時代に突入しており、各水道事業者では、耐震性に富み、長寿命な配管へのリニューアルを進めている。
ダクタイル鋳鉄管は100年という寿命を目指した製品を市場投入している。高い耐震性と、従来品より外塗装が長持ちする特性等により、採用が進んでいる。一方、ポリエチレン管（ISO規格のPE100仕様）は欧州で100年以上問題なく使えると言われており、埋設管の場合、物性的にも100年以上十分に使用できる。検証については配水用ポリエチレンパイプシステム協会より検証結果が公表されている。「100年で更新」の管材という内容ではなく、諸条件下において100年経過した状態でも十分に性能を維持しているという検証内容になっている（それ以上の使用も実用可能と読み取れる）。このようにダクタイル鋳鉄管、配水用ポリエチレン管ともに耐震性に優れたこれらの管種による布設替えが進んでいる。基幹管路では大口径での経済性を備えたダクタイル鋳鉄管（耐震管）が主で、配水支管では経済性と耐震性に優れたポリエチレン管の採用が急激に伸びている。（※東日本大震災で耐震実績が検証された事も要因として挙げられる）
また、東日本大震災・熊本地震・大阪府北部地震を経て、さらに管路の耐震化への流れは強まっている。耐震管材の定義は、「水道事業ガイドライン」によると前述の通り、1.離脱防止機能付継手のダクタイル鋳鉄管、2.溶接継手の鋼管、3.水道配水用ポリエチレン管（高密度、融着継手）とされている。また、K形継手のダクタイル鋳鉄管は、岩盤・洪積層などの良い地盤において低い被害率を示していることから、基幹管路が備えるべきレベル2地震動に対する耐震性能を満たすものとされており、各水道事業者の判断により「耐震適合管」として採用することが可能であるとなっていた。これは東日本大震災前、平成18年の検討会において検討されたもの
であり、現在は東日本大震災の経験によるデータ(悪い地盤での耐震適合性が低い検証結果となった)を基に、新たな判断基準となっている。。熊本地震においても、K形の事故は幾つか確認されている模様である。しかし、「平成28年(2016年)熊本地震水道施設被害等現地調査団報告書」では、ダクタイル鋳鉄管、ポリエチレン管のそれぞれについて「耐震管」と「その他」区分による区別しか行っていなかった。今回、耐震管に区分されるダクタイル鋳鉄管、配水用ポリエチレン管に事故はなく、溶接鋼管の一部に事故が見られた事が報告されている。ただし、一般に耐震性の達成度で多く用いられる「耐震適合管」(良い地盤における耐震性を有する、ダクタイル鋳鉄管Ｋ形、塩化ビニル管 RR継手)については、耐震適合外とまとめられており、K形の事故事例などは写真付きで紹介されたものの、被害状況の数値は明示されなかった。また、熊本地震発生後に大きく報道された一部の耐震管で発生した事故事例(施工責)については、今回の報告書の中では報告されなかった。
厚生労働省が平成25年3月に策定した「新水道ビジョン」では、「耐震化の一層の推進が急務」とされており、基幹管路を優先しつつも、将来すべての管路が耐震化されることをビジョンとして掲げている。50年後、100年後の将来を見据え、水道の理想像を明示している。危機管理対策項目の中、「施設耐震化対策」では、「耐震化対策には、優先的に実施する必要性の高いものを10年程度で実施し、次に断水エリア、断水日数の影響が大きい施設・管路を優先して耐震化を推進し、最終的には耐震化が必要な施設の全てをクリアすることで、50年から100年先には水道施設全体が完全に耐震化できているよう、水道事業の耐震化計画策定に盛り込むことが求められます。」としている。
水道運営が財政的に厳しい現実の側面からは、「施設の全てを耐震化するには長期間を要する場合もありますが、給水区域内の重要な給水施設への給水ライン（管路）の優先的な着手により、早期の耐震化を図るなど、施設の必要性に応じた適切な対応が必要です。」としている。
また、「強靱の観点からみた水道の理想像」として以下に示す状況が実現していることが理想であるとしている。（抜粋）
- 基幹管路以外の管路や給水管についても、適切な材質や仕様が採用され耐震性が向上している。
- 水道管路が適切に更新されていることにより、配水管などの損傷がほとんど発生せず、断水や濁水が発生しない水道が構築されている。

## 水道管種（導送水管・配水管）選定について
現在、各事業体は従来の「耐震適合性」を基に(「耐震化率（A,B）」などで耐震化状況が公表されている)この数値「上昇」により耐震化の進捗が判断できるようになっている。そのため、耐震適合性の判断基準は事業体の耐震度に大きく影響を与えることになる。H19.3「管路の耐震化に関する検討会」で管路の満たすべき基準を定めているが、中には耐震性能を判断する被災経験がないことから、明確な評価が出来ていない管路・管種があった。H25.10管路の耐震化に関する検討会の設置は、その後、東日本大震災等の大規模地震が発生し「被災状況が明確となった」ことから、改めて管路・管種の耐震評価をする必要があるとの判断から検討を行ったものである。ただし、「管路の耐震化に関する検討報告書2014.6」では、審議の結果、さらに調査・検討が必要であることが明らかとなり、管路の再評価までは行わず、管種・継手別の管路被害率・管路延長の算出に留めて、地震被害が多いレベル2地震相当地域を中心に被害状況分析を報告書としてまとめた。被害状況分析は、厚生労働省による「水道事業における耐震化の状況」において分類上「耐震管」に区分されているダクタイル鋳鉄管（NS形継手等）、鋼管（溶接継手）、配水用ポリエチレン管（融着継手）とそれ以外の管種・継手に分けて行っている。報告書によれば、少なくとも前記「耐震管」に関しては、鋼管（溶接継手）の腐食、過去の溶接技術の不十分さに起因するものを除くと、管路被害は基本的に生じておらず、管路被害率は0.000箇所/kmとなっている。ゆえに、耐震管路の既定管種に関しては初期の目的であった、従来の耐震管定義における実際の震災地区での検証はされたといえる。このあたりの分析は、最終稿前の「管路の耐震化に関する検討報告書(案)2014.3」において詳細に評価案が記されている。それ以外の管種についても以下のような評価案がまとめられており、今後、事業体の取組判断の参考になると思われる。
「管路の耐震化に関する検討報告書2014.6」において「管路の耐震化に関する検討報告書（案）2014.3」との大きな違いの1つに、「耐震管」の定義がある。従来の耐震管の基準については「レベル2地震動において、耐震性を有する管。」であったが、今回の報告書では
- レベル2地震動において、管路の破損や継手離脱等被害が軽微な管。
- 液状化等による地盤変対しても、上記と同等の耐震性能を有する管。

となっている。より具体的かつレベルの高い条件となったと言えるが、今後はこの条件に合った管種が新たな「耐震管」の既定となっていくもの思われる。いずれにせよ、今回の報告書に記載された内容から、「現行の耐震管の基準」（レベル2地震動において、耐震性を有する管）については、現在の耐震管に規定されているすべての管種が「管路の満たすべき基準を満たす」ことが立証された。一方で、従来の「耐震管」以外の管種については、より厳しいものとなったと言える。
今回の報告書に使用したデータはGISデータを有効活用したもの（東日本大震災により、水道施設被害が発生し査定を行った事業体は116事業体あるが、マッピングシステムが整備されていない等の理由から、本検討で対象とした水道事業体は16事業体に留まっている）であり、検証に十分なデータ数を有してはいるが、全体からすると限定されたデータによる検証となっている。東日本大震災において水道施設被害を受けた事業体の大部分を対象とした調査としては「東日本大震災水道施設被害状況調最終報告書 平成25年3月」がある。同調査では災害定資料等を基に管路被状況が調査され（管路の耐震化に関する検討報告書2014.6 P13）ており、各事業体においては前記の限定されたデータ以外にも東日本大震災の被災データを確認することが可能である。
また、本検討においては前記「液状化地帯での被害状況確認」が不十分であった。本検討においては、液状化に関する調査等の確認を、関東地方を調査対象とした「東北地方太平洋沖地震による関東地方の地盤液状化現象の実態解明報告書 平成23年8月」のみにより検証している。この資料は関東地方のみを対象とし、調査範囲も限られており、これ以外にも調査はされているものの、精査中等の状況から現時点でデータを入手することは困難である、との注記を付け引用している。理由としては液状化地域において、従来の地盤区分では「耐震適合性あり」とされていたダクタイル鋳鉄管K形継手や塩化ビニル管RR継手等の被害が多く、耐震適合性の基準を再度整合する必要性が生じてた、という事もあり、液状化地帯での検証も「限定的なデータ」ではあるが掲載したものといえる。
このように、「管路の耐震化に関する検討報告書（案）2014.3」ではダクタイル鋳鉄管K形が盛土地区での被害率が著しく高かったため、「地震動幅が小さいエリアにおいて耐震適合性を有する」という記述に修正(18年度の検証に対して)されている。以上、東日本大震災での検証は結果としてダクタイル鋳鉄管Ｋ形、耐衝撃性硬質塩化ビニル管RRについては従来よりも「耐震適合性」の評価が下がった。今後は業務指標も改定され、地盤条件によっては「管路の耐震適合率」の値が、それ以前の基準で算定されたものよりも下がってしまう事となる。
「管路の耐震化に関する検討報告書2014.6」では、「管路の耐震化に向けて」「管路の耐震化に向けた必要な取り組み」で、「H18年度検討会の報告書における管路の耐震性評価に加え、本検討結果を参考にして、今後、管路の耐震化を推進する必要がある」とされている。
また、新しい管種等についての見解として「管路の技術開発とその利用」では、「近年、高い耐震性能などを有する新たな管製品が供給されており、今後もこのような傾向は続くと想定される。耐震性能が高いと判断できる製品については水道事業者が導入の適否を適切に判断し採用することが望ましい。これにより水道管路の耐震化を効率的に進めることができるとともに、発生する地震などに対して管路の被害状況分析を行って耐震性能を評価し、その結果を広く共有することにより、我が国の水道全体として管路の耐震化を一層効率的かつ計画的に推進することができる」としている。（2014.3（案）と多少の記述の差がついている）
H18年度検討会の報告書の中で耐震性評価が限定されていた「検証必要事項」については、今回の調査で十分な検証がされた（確認が取れた）ため、今後は新しく検討を要するとされた「液状化地区」における耐震性の検証が耐震管路全般に求められていくことになろう。特に配水支管に関しては、新水道ビジョンの理念に基づき、給水管も含めた水道施設全体としての耐震性の向上が望まれて来る。
[平成25年度管路の耐震化に関する検討会報告書で確認された事項のまとめ　(対 18年度報告書)]
1. 地盤区分について、レベル2地震動相当において、地震動幅が小さい地盤(良い地盤)と、大きい地盤(悪い地盤)の規定を新たにした。
2. ダクタイル鋳鉄管(K形継手等)の耐震適合性は地震動増幅が大きい地盤での被害が確認された（盛土地区での被害率が高い）ため、H18年度検討会の報告書時点よりも厳しくなった。
3. 硬質塩化ビニル管(RRロング継手)の耐震適合性は1.同様、地震動増幅が大きい地盤での被害が確認されたため、H18年度検討会の報告書時点よりも厳しくなったといえる。
4. 硬質塩化ビニル管(RRロング継手)は継手離脱防止機能を付け耐震性能を高くする事ができると想定されるが、今回の調査対象管路ではデータを得ることが出来なかった。
5. 硬質塩化ビニル管(RR継手)、ダクタイル鋳鉄管(A形継手)の耐震適合性は、レベル1地震動に対しても地盤条件により被害を生じたため、H18年度検討会の報告書時点よりも厳しくなった。
6. 水道用ポリエチレン管(融着継手)は東日本大震災において被災がなかった。(被災経験が十分でない、とされたH18年度検討報告書における注釈については、限定された調査対象の中でも被災経験にもとづく耐震検証データを得た事が報告書（案）、議事録からも確認できる。最終報告書は評価までは行わず表は記載されていないが、検証はされており、H18年度の検証不足を見直せるデータが得られている)

（補足）以上のように、前回H19.3「管路の耐震化に関する検討会」における「評価」結果の見直しにおいて、今回H26.6「管路の耐震化に関する検討報告書」で「再評価」まで行わなかった最も大きな理由は、「耐震管」の定義を「液状化等による地盤変動」に対しても「レベル2地震動において、管路の破損や継手離脱等被害が軽微な管、と同等の耐震性能を有する」事を定義づけたためである。従って、管種によらず、新しい定義に基づく「評価」をしなかった、という事である。また、この「耐震管の定義」については、H27.3「平成26年度 水道の耐震化計画等策定指針検討会」においても、同じ定義で取り扱いをされている。
ただし、仮にH19.3「管路の耐震化に関する検討会」までの定義で、前回と条件をそろえて「評価」をした場合、「管路の耐震化に関する検討報告書(案)2014.3」や、管路の耐震化に関する検討会 第2回検討会資料 P50において提示された「表」のとおりの結果であるといえる。また、今回の検討会の解説において「ポリエチレン管は液状化地域における検証データがほとんど無かった＝耐震管として評価されなかった」との説明をされる場合があるが、これは間違った認識である。確かに、前記「限られた条件」のデータの中では、ポリエチレン管の敷設されていた距離が少なかった訳であるが、本文にも「このような状況から、液状化地区は広範囲に生じているものの、その全体を調査することは困難であるため、本検討では上記の国土交通省資料により関東地方において液状化が確認できた地区（液状化確認地区）のみを対象として分析するが、限定的なデータであることに注意する必要がある。」とある通り、本検討における液状化の検証データは、あくまで「例示」であるに過ぎない。本文の実績記載が少ない事を「部分的」に取り上げ曲解する話をしてはならない。こうした説明は日本水道協会の見解ではない事にも注意を要したい。本検討の参照する液状化地域の限定的なデータにおいて、耐震管に区分されているダクタイル鋳鉄管の事例は適度に記載されており、本管における耐震性の妥当性は示されていると言える。今後は本管のみならず、サドル分岐、給水管を含めた管路システムとして、液状化地域における耐震性を検証していく事も重要な課題となる。誤解されやすい部分を整理すると、以下の通りである。
- 「ポリエチレン管（高密度・融着継手）」は従来より水道ビジョンや水道事業ガイドラインにおいて「耐震管」と定義されている
- H26.6「管路の耐震化に関する検討報告書」では全管種において再評価までは行わなかった。ただし東日本大震災による被災状況の十分な「検証」データを明示し、3種類の耐震管は地震動による事故が無かったことを示した。
- 液状化等による地盤変動に対する耐震性の検証が今後必要となるものの、今回は「限られた条件」のデータではあるが、耐震管には事故が無かった事が報告書に記載された。

※ポリエチレン管の液状化地域におけるデータは水団連ホームページにて公開されている「管路の耐震化に関する検討会」平成25年度 第2回の資料6にて確認ができる。東日本大震災における調査対象事業体5県69か所の調査対象事業体（総延長995.7km）において地震動によるポリエチレン管の被害はなく、液状化に関しては中越地震時に柏崎市で被災した事例として2.6kmの敷設延長に被害が無かった報告となっている（POLITEC）。また、ダクタイル鋳鉄管（NS形など）においてもにて浦安市の液状化エリアで被害が無かった（約27km）事が報告されている。
[水道耐震工法指針・解説 2022年版]
改定された水道耐震工法指針・解説 2022年版において、水道配水用ポリエチレン管は「設計事例編」での参考扱いから、一般扱いとなり正式な事例紹介となっている（CD版データのみ）。耐震管に区分されている3管種共に説明がリニューアルされた。
ここで、Ⅱ参考資料編「管路」の「4)管種・継手ごとの耐震適合性」において、「管路の耐震化に関する検討報告書(平成26年6月)」における管種・継手ごとの耐震適合性を参考にできる(表-参2-1.9)、と紹介されているが、この表は、前記「管路の耐震化に関する検討報告書(平成26年6月)」 P11～12を確認するとすぐにわかるが、平成１８年度検討会報告書より整理されたものを「引用」した部分となる。すなわち平成25年の検討会においてはこの表で検証が必要であると指摘されたデータを集めて報告書にしたものであり、P63には「本検討では、東日本大震災における管路の被害状況分析を行った。水道事業者等においては、平成18年度検討会報告書における管路の耐震性評価に加え、本検討結果を参考にして、今後、管路の耐震化を推進する必要がある。」と記載されており、表-参2-1.9 の検証不足分を補ったデータを考慮することが肝要である。このデータは前述の通り、水道配水用ポリエチレン管の東日本震災による被災経験に基づく被災経験（被害なし）などが示されている。平成１８年度検討会報告書で「被災経験が十分でないことから、十分に耐震性が検証され目には、なお時間を要する」と注記されている表のみが掲載されているが、この部分については検証され「耐震性を有する」と判断できる材料が示されている。
大阪市の水道局経営戦略（2018-2027）【改訂版】におけるパブリックコメントの回答に「水道配水用ポリエチレン管につきましては、耐震工法指針において、実績面から耐震性が完全に検証されていないことや…」という記載などが公表されているが、ここに書かれている実績不足は平成18年度の検討会段階のものであるといえる。

## アセットマネジメントの実施を推進（厚生労働省）
「新水道ビジョン」では、50年後、100年後の将来を見据え、水道の理想像を明示している。水道におけるアセットマネジメントについて、厚生労働省では、平成21年7月に「水道事業におけるアセットマネジメント（資産管理）に関する手引き」を公表し、全国の水道事業者等にアセットマネジメントの実践を促している。令和元年の全国水道関係担当者会議資料（資料編）2020.3には「全国の水道施設の更新費・修繕費の試算結果」の中で近々からの更新費増加、平準化をシミュレーションしており、アセットマネジメント後の予算化実施を事業体に示唆している。この時点では40年スパンの最初20年に約2000億円の「予算の前倒し計上」を乗せ、20年後からは毎年更なる増額をするｼﾐｭﾚｰｼｮﾝとなっていたが、2021年3月の同資料以降は約5000億円の「予算の前倒し計上」としほぼ40年間「平準化」予算となるシミュレーションに変更されている。2022年3月の同資料では前倒しを一括するのではなく更新率を段階的に上げるパターンをいくつか紹介しながら検討例を示すようになっている。
また、「新水道ビジョン」においては、当面の目標点の１つとして、全ての水道事業者が資産管理（アセットマネジメント）を実施し、将来の更新計画や財政収支を明らかにすることとしている。 中長期的財政収支に基づき施設の更新等を計画的に実行し、持続可能な水道を実現していくためには、各水道事業者等において、長期的な視点に立ち水道施設のライフサイクル全体にわたって効率的かつ効果的に水道施設を管理運営することが必要不可欠であり、これらを組織的に実践する活動がアセットマネジメント（資産管理）である。
厚生労働省は、「水道施設の計画的な更新等について（法第22条の４、施行規則第17条の４）」水道施設 の計画的な更新に努め、厚生労働省令で定めるところにより、水道施設の更新に要する費用を含 むその事業に係る収支の見通しを作成し、これを公表するよう指導をしており、その推進として、アセットマネジメントの実施率の引き上げとともに、精度の低い簡略型から精度の高い型への移行 が必要としている。全国水道関係担当者会議資料(令和2年3月)の内容によれば、アセットマネジメント結果の公表率は約19%であり、水道法改正を踏まえ、公表率の引き上げが必要としている。
- 厚生労働省では「アセットマネジメント「簡易支援ツール」」[33]を提供し、こうした取組を支援している。※2020年度にリニューアル更新
- 水道事業のアセットマネジメント記事(北海道石狩市)[34]では、アセットマネジメントの視点に立った事業体(北海道石狩市)における、管路のベストミックス取組の手法が、一例として紹介されている。

※アセットマネジメント「簡易支援ツール」'では「管路の更新基準の設定の一案の考え方」が示されており、管種ごとに「実使用年数の数値例」が記載されている。
[以下、2020年3月までのものについての記載]
ただしここでは、"客観的な正しい数値が示されているわけでは無い"ので特に注意が必要である。文中にも「一案である」とされている通り「標準的な更新基準を示しているものではない」事を念頭に、各事業者にて更新基準を設定した上で実施する必要がある。各管種の協会資料やメーカー技術資料などを参考に各々設定をし、「実使用年数の設定例」に記載の数値のままで検討を行わないよう、注意をして運用したい。特に「ダクタイル鋳鉄管　耐震継手を有する」については旧来のＮＳ形(1種、3種)、薄肉のＮＳ形Ｅ種、外面耐食仕様のＧＸ形(1種、S種）など肉厚や塗装種類、ポリエチレンスリーブの有無などにより様々な品種があり、区分けをする必要があるにもかかわらず「耐震継手を有する」の欄で一括りにされている。アセットマネジメントを実施するコンサルタント、事業者においては管種の特性により実耐用年数の設定を設定する必要がある。(政令指定都市では東京都、大阪市、横浜市、(鋳鉄管の設定値)、新潟市(ダクタイル鋳鉄管、配水用ポリエチレン管の設定値)、のように独自の検証に基づいて実耐用年数の設定を行っている事業体がある一方、大規模事業体においてもこの「簡易支援ツールの数値」をそのまま使用しアセットマネジメントを行われている場合も散見される。注意をしたいところである。)
[2020年4月 バージョンup]
2020年度にはツールが見直しされ、上記の注意事項についても改善されている。主に操作性が改善されており、マクロや関数で必要となるパラメータ（設定値）を「初期設定」シートで一元管理出来るようになり、使い勝手が大幅に向上している。内容についても、企業債（新債）発行額と水道料金に改定率の自動算出処理ができるようになっているほか、「水道管」については更新基準についての設定例について参考資料が大幅に改新されている。 参考資料 更新基準の設定事例について、老朽化する既設管路については全国の事業体の設定例を2例示し、今後の更新に使用する管種については「耐震管」に区分されている3管種について、第三者の評価が得られている管材の耐用年数等関連情報として例示されている。前回までの設定例では耐震管に区分されるダクタイル鋳鉄管の参考値として80年が示されていたが、管厚、塗装などの違いが混在しており、今回の資料は耐久性について業界団体からきちんとしたデータが示されているGX形のみが、耐用年数の参考値として掲載されている。この表によれば、小口径から大口径までの耐震管に区分される新設管(ダクタイル鋳鉄管GX形管、長寿命形水道鋼管、水道配水用ポリエチレン管)については、アセットマネジメントにおける更新基準の設定値は、一律で100年を設定値として参考使用することができる。以前の設定例に比べると根拠が明確になっており、事業体として参考としやすいものになった。もちろん、「あくまでも設定例ですので目安と考え、水道事業者等の実情（施設の重要度、 劣化状況、維持管理状況、管路の布設環境等）を踏まえた設定を心がけてください。」とあるように、事業体ごとの判断により運用をすることが必要である。
※ 簡易支援ツールマニュアルはHPの直リンクでは「簡易支援ツールを使用したアセットマネジメントの実施マニュアル Ver.2.1」となっているが、資料の一括ダウンロードファイル内では「簡易支援ツールを使用したアセットマネジメントの実施マニュアル Ver.3.0」になっている。(どちらもほぼ同じ内容でVer.2.0からは大きく変更されている)

## 給水装置の耐震化・長寿命化 (給水管・給水システムの耐震化・長寿命化)
基幹管路に於いては、ダクタイル鋳鉄管(NS形、GX形)、配水用ポリエチレン管(融着継手)、溶接鋼管など「耐震管」に定義される管種により更新、耐震化が進みつつあるが、現状、給水管路では大地震の毎に大きな被害が発生している。しかし、その耐震化と具体策に関しては、東日本大震災後までは、あまり言及されて来なかった。
給水管で現状使用されている、塩ビ管(TS継手)、鉛管、ポリエチレン二層管(冷間継手)は、ともに配水管分野では、H18年度検討会の報告書および、「管路の耐震化に関する検討報告書(案)2014.3」で「耐震適合性はなし」と評価されている。給水分野で一部採用されている管種としては、水道用高密度ポリエチレン管-融着継手-（青ポリ）のみが「耐震管」の扱いである。東京都など大都市部で採用されている給水用のステンレス管についても東京都の資料では漏水の改善が確認されており(従来管種との比較)、耐震適合性にも優れていると言われているが、耐震管である「溶接鋼管」ではない。※ステンレス鋼管の継手はプレス継手などの耐震性のないものもあり、伸縮継手も抜け止め構造ではない。また、本報告書において、あまり詳しい記載はない(データは一部は鋼管に含まれている)。
H18年度検討会の報告書では、比較的新しい管種についての扱いに苦慮しており、「被災経験が十分ではないことから、十分に耐震性能が検証されるには未だ時間を要すると考えられる」等の付記を付けられるケースがあった（前回の検証でのポリエチレン管(融着継手)の場合）が、
- 東日本大震災の被災地においては「各水道事業者の判断により」採用されていたポリエチレン管(融着継手)の採用地区における被災事例が多数出来、今回の震災において事故が発生していない。
- 新水道ビジョンやH25年度の報告書「管路の技術開発とその利用」においては、前記の通り「高い耐震性能などを有する新たな管製品」の採用検討を促している。

また厚生労働省では、「平成26年度 水道の耐震化計画等策定指針検討会」で、新水道ビジョン・平成25年度管路の耐震化に関する検討報告書を踏まえ、水道の耐震化計画等策定指針の改定作業を進め、「水道の耐震化計画等策定指針」(H27.6)を策定した。
この中で給水装置の耐震化に関しては、旧指針(平成20年発行)と比べ大幅な記載事項の修正が行われている。新指針では配水本管と同様の表記で「管種、継手の耐震化」について記載しており、
- 「耐震性の低い管種・継手」を耐震性の高いものに更新する
- 公道下等の給水装置は配水管更新工事に合わせて、耐震性の高いものに更新する(解説文中)

ことについて検討する、としている。
過去の大地震において給水装置は毎回多くの被災が確認されており、公益財団法人給水工事技術振興財団より「東日本大震災水道施設被害状況調最終報告書 平成25年3月」および、「熊本地震 給水装置被害状況調査報告書 平成30年8月」では、塩ビ管(TS継手)、鉛管、古いタイプの低密度ポリエチレン一層管(黒ポリ)、低密度ポリエチレン二層管の冷間継手部位などに多くの被害が報告されている。また、黒ポリには年代毎に色々な改良を経ているが同じ「黒色」のために被災時に新旧見分けがつきにくい事を問題視している。
サドル分水栓の被害も極めて高く、構造上の問題と材料の劣化（腐食）が事故の主な要因として指摘されており、地震時には腐食した部位に応力が集中することで破損が発生しやすいとしている。また、サドル分水栓部は「配水管」の耐震性能に因らず単体として事故が発生している。本管がたとえ耐震管であっても「分岐部」を含めた給水管路まで安心とは言えない。
熊本地震のエリアでは、東日本大震災の調査結果と比較すると、給水管部の鋼管と水道メーター部の被害の増加、塩ビ管の被害件数の減少(塩ビ管の使用割合が低いため)が挙げられている。これについては2021年3月、「埋設給水用ポリエチレン管の経時変化と健全性評価に関する検討報告書について」が同財団から刊行されている。ここでは熊本市の給水管堀上試験結果から、漏水した管が破損した原因は、下記の2点の複合要因によるものとの推定されている。
①製造時点の樹脂長期性能及び管設計により、使用限界に近い管が存在すること。
②埋設環境により使用限界を早める影響があること。
さらにこのことを踏まえ、「今回提供された供試体を試験した結果によれば、経年給水PE管の更新対象としては、PE管の長期性能規定をJISで定めた1998年より以前の規格で生産された製品とすることが望ましいと考えられました。」とし、1998年以前のPE材料を使用した管路については更新を促すとともに、今回の結果の精度を上げるための追加研究を行うとし、継続した調査研究を続ける意向とみられる。
また、塩化ビニル管に比べて、新しいタイプの低密度ポリエチレン二層管の比率が高く、この二層管にも被害(17件)が確認されており、管体破損被害(14件)も確認された事から、被害原因の究明を求めている。
塩ビ管の被害では、材料劣化による被害は発生しておらず、TS継手の接続における「施工の確実性が確認できない」ものと、「地震動に追従できなかった」もの、特にエルボなどの異形管部に集中する応力とひずみに対し、塩ビ管の可撓性不足が被害原因とされている。
厚生労働省による「重要給水施設管路の耐震化計画策定の手引」（H29.5）では、重要給水装置における給水装置などについて、この水道の耐震化計画等策定指針に従って耐震化計画を策定するものとしている。
また、給水工事技術振興財団からH28年度に発行された「東日本大震災給水装置被害状況調査報告書」によれば、東日本震災での事故の多くは硬質塩化ビニル管のTS接合方式のものであるとされている。こちらは前述した水道の耐震化計画等策定指針の改定においても既に更新対象とされている。
次にサドル分岐部の事故について、それぞれの報告書では次のように報告されている。
- ボルトをはじめとする本体部の破損と給水管接続部の被害を報告。(東日本大震災)
- 金属部の腐食が事故原因の多くを占め、サドル分水栓本体の損壊は、この部分に応力と歪みが集中し被害につながった。

これに対し、「求められる性能」として次のような提言がなされている。
- 材料劣化対策としては、ボルトをはじめ本体腐食対策が重要　(東日本大震災)
- サドル分水栓を新たに使用する際には耐久性の高い構造・材質を選択する事が重要

また、地震対策としては、
- 配水管とサドル分水栓の接合部のずれ防止対策　(熊本地震)

- 地震動に追従出来る柔軟な管材の採用
- 給水管接合部の可撓性の向上が重要

としている。
こうした報告内容をふまえ、給水装置の耐震性向上と望ましい維持管理として、次のようにまとめられている。
水道事業者におかれては、先回の東日本大震災の被害調査結果および今回の熊本地震の被害調査結果を踏まえ、長期寿命、高耐震性、施工の確実性、経済性発揮の観点から適切な構造・材質を選択し、また、新たな技術開発を積極的に評価し、耐震性の向上と漏水事故の縮減、有収率の向上を目指していただきたいと考える。
「水道配水用ポリエチレン管の耐震設計の手引き」H30.8ではレベル2地震動に対する配水用ポリエチレン管の高い耐震性を報告しているほか、異形管や給水分岐も含めた管路全体の耐震性を検証している。特に、十分に耐震性が現地検証されつつも、強靭性のある管種(ダクタイル鋳鉄管)と可とう性のある管種(配水用ポリエチレン管)という「全く異なる」特性により地震に耐える事が示されているパイプラインの挙動をそれぞれに解析している。配水用ポリエチレン管の場合、地盤変状時において、地盤と境界での「すべり」が発生しない(地震時の地盤のひずみを直管部で受け持つ)事により、異形管や付帯設備への応力集中が軽減し、管路全体として耐震性を有するに至る事が報告されている。
また、下記【参考】のガス分野においては宅地内までの一体管路構造が地震、「液状化に対する設備対策として有効である」ことが確認、報告されている。
このように、今後は本管の耐震性だけではなく、給水管やサドル分水栓も含めた給水装置システム全体の「耐震性向上」と「さらなる長寿命化」が望まれる時代になってくる。水道での参考事例は、埼玉県、坂戸、鶴ヶ島水道企業団の広報に紹介されているような事例がある。
[水道耐震工法指針・解説 2022年版]
改定された水道耐震工法指針・解説 2022年版において、参考資料編に「給水装置の耐震化・長寿命化」に関する最新情報が掲載されている。給水工事技術振興財団の各種資料からまとめられている。
【参考】ガス管の場合(給水装置耐震化の参考となる前例)
「東日本大震災を踏まえた都市ガス供給の災害対策検討報告書 H24.3」によれば、都市ガスの管路においても、阪神・淡路大震災以降、耐震化が進んでおり、東日本大震災においてはその「管路の耐震化促進等」の設備投資効果により過去の地震被害と比較して「相当程度」被害率が低くなっていることが報告されている。一方で、東日本大震災の「液状化地区」では、中低圧ガス導管耐震設計指針に規定する標準設計地盤変位の５ｃｍを超える大きな地盤変位が生じたものと推測され、耐震性の高い機械的接合・抜け出し防止有りの継手に相当数の被害が生じた。「従って、今後、液状化による著しい地盤変位が生じる可能性の高い地区に導管を新設する際には、継手部において耐震性の高いPE管および溶接鋼管を使用することが液状化に対する設備対策として有効である。」との記載がある。ガス用管材において、水道における給水管に相当する「供給管」は、サドル分岐を含めポリエチレン管による一体化構造による耐震化を行っており、一体構造のPE管および溶接鋼管は、阪神・淡路大震災以降の震災において、製品起因による被災は発生していない。
因みに、本報告書における東日本大震災において、供給区域内に震度5弱以上の震度を記録した事業者の低圧ガス導管（本支管）の総延長は約83,000ｋｍであるが、地震による被害は773箇所であった。また、供内管本支管の被害において、液状化を除く地震による被害は670箇所であり、このうち、地盤変状によるものが45箇所、斜面崩壊によるものが7箇所であった。液状化の被害は103箇所であった。PE管および溶接鋼管は、製品起因による被災は発生していない。また、熊本地震でも「平成 28 年熊本地震を踏まえた都市ガス供給の地震対策検討報告 H29.3」にて同様の報告がなされている。

## 耐震化促進への提言
水道ビジョン推進のためのロードマップ（案）によれば、今後は「耐震設計の手引き」策定の後、水道施設の耐震化に関する検討、耐震化計画策定指針の改定を2014年度中に行い、「水道事業ガイドライン（JWWAQ100）-日水協-」の改正を2015年度末までに行う事で「新水道ビジョン」との整合性を図るとのことであった。耐震化計画策定指針については2015年6月に改訂されており、水道事業ガイドラインは2016年度に改訂された。
また、「管路の耐震化に関する検討報告書(案)2014.3」において、管路の耐震化に向けて（提言）として、以下のように記載されている。
管路の耐震化（更新・新規整備）の計画策定にあたっては、管路の耐震性能結果に基づき、基幹管路の耐震化を基本的に優先して、管路更新の優先順位の設定などを行う。また実施にあたっては、基幹管路は耐震管を用いて更新・新規整備する事が適当である。配水支管も耐震管を用いることを基本とするが、耐震適合管の使用を含め、水道事業者等の総合的な判断により使用する管種・継手を選定する。
本文は「管路の耐震化に関する検討報告書2014.6」では、管路の再評価まで行わなかったため本記述がみられないが、こうした考え方は各事業体における判断の参考にできる。

## 津波や濁流(大雨など)による被害
水道施設に関しては、昨今の大地震における「地震動」での振動、地盤変状、液状化などによる被害に対して「耐震化」を進めている。水道管に関しては厚生労働省により「耐震管」や「耐震適合管」が規定され、耐震化に向けた取り組みの可視化にも努めている。こうした「地震」による被災のほかの天災として、地震の二次的な被害である「津波被害」と、大雨による河川の氾濫などに伴う管路の被災もみられる。ただし、これらの被害は「地震動」による被害ではないため、これとは区別する必要がある。
津波の場合、津波で流された瓦礫により、橋梁などに添架された管路が被災する場合がある。東日本震災の例では、家屋や船舶なども濁流と一緒に流れている。また、大雨による河川の氾濫時も、大きな岩や瓦礫などが濁流により高速で管路にぶつかる場合もある。橋梁添架だけでなく埋設している管路が、地盤の洗掘により露出し、被災する場合もある。平成 30 年（2018 年）７月豪雨 水道施設被害状況調査報告書(厚生労働省・日本水道協会)では管路被害も報告されている。
このような場合には、「耐震管」であっても被害を被る場合がある。
例えばダクタイル鋳鉄管の場合、継手部に3DkNを超える応力がかかった場合には抜けの発生もありえるし、想定外の非常に大きな応力(瓦礫の衝突など)がかかった場合には、管が曲がる場合も想定される。また、強靭な材料であるため局部的な破断には至らないと思われるが、内外面に腐食があった場合には、肉薄となった部分への過度の応力集中で破断に至る場合(中越沖地震で発生した事例など)もある。
一方、配水用ポリエチレン管の場合にも、降伏応力(30MPa程度)を大きく超える力が加わった場合には樹脂の特性上、当然ながら破断する。「局所部位」に「急激な外力」がかかった場合には、降伏応力を超え高速引張り試験を極端なレベルで行ったのと同様、一瞬で伸び、切れる形となる。一般的な引張試験で見られるチューインガムのような「伸び」の状況には至らないが、地震動による影響とは全く異なる外力のかかり方である事に注意が必要である。「令和２年７月豪雨による水道配水用ポリエチレン管の被災事例」、「平成 30 年 7 月豪雨(西日本豪雨)被害調査報告書」(POLITEC)などが公開されている。
こうした瓦礫などによる被災は管材料の種類にかかわらず、耐震管路にとっても「想定以上」の自然災害といえる。非常に限定された地域や場所ではあるが、被害が想定される地域や地形においては、こうした地震動以外での自然災害にもさらされる可能性がある。どの程度までこうした箇所における防災措置を施すかについては、各事業体において、必要に応じて検討しておくとよい。
実際の被災状況については、「2017 九州北部豪雨による水道施設・道路の被害写真集」（水道産業新聞社）にも被害状況が示されている。

## 水道管をめぐる問題

### 赤水

#### 原因
水道管内部や継手の腐食により錆が水内に溶け出す現象。亜鉛めっき鋼管を使用した建物に多い。亜鉛めっき鋼管は内部が亜鉛めっきされており、これにより腐食を防ぐが、水内の酸素・塩素の作用によりめっきがなくなり、腐食する。
水道水として硬水が供給されている地域では水道管内でカルシウムが析出して膜を作るため、鉄管を使用していても赤水が出ることはほとんどない（ただし大量のカルシウムの付着により詰まる場合がある）。
送水管・配水管・配水本管の場合、ダクタイル鋳鉄管は内面塗装（モルタルライニング、エポキシ粉体塗装）により防錆をしているものが多い。他管工事などでバックホーなどによる大きな衝撃を加えると、管の破損に至らないまでも内面塗装が損傷し、ここから鉄こぶや赤さびが発生する場合がある。
水道管の補修時に老朽化したバルブを開閉する場合、そこで発生していた錆が飲み水に混入し蛇口から流出する場合もある。

#### ライニング鋼管の対策
防食処理のなされた塩ビライニング鋼管を使用している場合でも、管の切断端部や接続ねじ部におけるコーティングの切れや不備によって金属が露出したり、接続されるバルブが異種金属であったりすることなどにより錆が出る場合がある。
近年、こうした腐食を防止するため、継手やバルブの内部にプラスチック製のコアを取付け、接続部周辺を内側から完全に覆うような防食対策を施した継手やバルブが製造・販売されるようになっている（コア継手、コア付バルブなどと呼ぶ）。

### 水道管の凍結
寒冷地などでは水道管等の装置が凍結しないよう対策を施す必要がある。気温がおよそ4度以下にまで下がると水道管の凍結や破裂が発生するおそれがある。
- 水抜法
管路に設置した水抜管や弁（不凍栓など）を使って水自体を抜いておく方法（水抜き、水落とし）[47][48]。
- 加熱法
管路に電熱ヒーター（凍結防止ヒーターや自己温度制御形凍結防止ヒーター）を巻いておく方法[47][48]。電気代や点検・部品交換等のコストがかかる[48]。
- 保温法
管路に保温材を巻いておく方法[48]。短時間の外出等には有効だが、保温には限界があり気候条件にも左右されるため特に厳寒時の対策としては効果を期待できない場合がある[47][48]。
- 流動法
管路に水がとどまらないよう水を出したまま流れる状態にしておく方法[48]。水道代がかかる方法で特に水圧の高い地域では水道使用量が多くなるという欠点がある[48]。気候条件にも左右されるため効果を期待できない場合があるほか[47]、厳寒時には水を流した排水溝が凍結して溢れ出すおそれもある[48]。

### 老朽化の問題
水道管にも耐用年数がある。従来は補修を始めとした予防的なメンテナンスは、事業規模の問題から後回しになることが多かったといえる。しかしながら、平成16年6月に策定された「水道ビジョン」では持続可能な水道を目指した運営・管理強化の中で老朽化施設の更新、再編・再構築の方向が示された。こうした中、管路としては石綿管と老朽管路の更新を計画的に推進するようになるとともに、基幹管路の耐震化がすすめられた。一方、平成25年3月に策定された「新水道ビジョン」では、強靱の観点からみた水道の理想像として、老朽化した施設の計画的な更新を進めており、管路の耐震化にあわせた老朽管路の更新を進めていく方向性が示されている。
老朽化の問題として、時折、大規模な破裂事故が話題となる。アメリカ合衆国の例では、2008年12月23日にワシントンD.C.にて直径約170センチの水道管が破裂。発生した激流により自動車が押し流されたため、ヘリコプターにより女性と子供らを救出するという事故が生じている。日本でも、全国の水道管の総延長約61万kmのうち、約3万800kmが法定耐用年数（40年）を過ぎており、事故等が懸念されている。既に腐食性が高い土壌では漏水事故や破裂事故が起きはじめており、赤水・濁水や断水の他、車が傷ついたり窓ガラスが破損するなどの被害も出ている。

### 「不明管」の問題
所有者が不明な水道管が、日本全国に点在していることが確認されているが、各自治体とも、その全容がどれくらいになるかは不明としている。
2017年から兵庫県西宮市に居住するようになった男性が、不明管の存在が原因で高額な水道料金を支払わされている可能性があるとして、2019年4月に上下水道の管理者である同市を相手取り損害賠償請求訴訟を神戸地方裁判所に提起し係争中である。